# Samuel Taylor Coleridge
 Samuel Taylor Coleridge (født 21. oktober 1772, død 25. juli 1834) var en engelsk poet, kritiker og filosof som sammen med William Wordsworth var en af grundlæggerne af den romantiske bevægelse i England. Han var også en af de såkaldte Lake-lyrikere.) Han er nok mest kendt for sine digte The Rime of the Ancient Mariner og Kubla Khan, og ikke mindst for prosaværket Biographia Literaria. Hans litteraturkritiske arbejder, specielt om Shakespeare, satte store spor, og han hjalp med at introducere den tyske idealisme til den engelsktalende verden. 
Gennem sit voksenliv oplevede Coleridge imidlertid lammende anfald af angst og depression. Der er blevet fremsat teorier om, at han havde bipolar affektiv sindslidelse, der endnu ikke var defineret i hans levetid. Hans fysiske helbred var også dårligt, og for det blev han i en ung alder behandlet med laudanum, hvilket resulterede i en livslang afhængighed af opium.

## Digtning
Coleridge er en af de vigtigste figurer i engelsk digning. Hans digte havde direkte og dyb indflydelse på de centrale digtere fra hans tid. Han var af sine samtidige kendt som en omhyggelig håndværker, der viste større omhu i omskrivningen af sine digte end nogen anden digter. De engelske digtere Southey og Wordsworth var afhængige af hans råd. Hans indflydelse på Wordsworth er særlig vigtig, fordi mange kritikere har krediteret Coleridge med selve ideen om "konversationel digtning". Ideen om at bruge hverdagssprog til at udtrykke dybe poetiske billeder og ideer, for hvilke Wordsworth blev berømt, kan måske have stammet næsten udelukkende fra Coleridge. Det er svært at forestille sig at Wordsworths store digte, fx The Excursion eller The Prelude, ville være blevet skrevet uden Coleridges indflydelse.

## Samlede værker
En nutidig samling af Coleridges værker (engelsksproget) er The Collected Workds of Samuel Taylor Coleridge, der er redigeret af Kathleen Coburn samt mange andre. Samlingen er delt op i 16 titler som følger:
1. Lectures 1795 on Politics and Religion (1971)
2. The Watchman (1970)
3. Essays on his Times in the Morning Post and the Courier (1978) i tre bind
4. The Friend (1969) i to bind
5. Lectures, 1808–1819, on Literature (1987) i to bind
6. Lay Sermons (1972)
7. Biographia Literaria (1983) i to bind
8. Lectures 1818–1819 on the History of Philosophy (2000) i to bind
9. Aids to Reflection (1993)
10. On the Constitution of the Church and State (1976)
11. Shorter Works and Fragments (1995) i to bind
12. Marginalia (1980 og følgende år) i seks bind
13. Logic (1981)
14. Table Talk (1990) i to bind
15. Opus Maximum (2002)
16. Poetical Works (2001) i seks bind (del 1: Reading Edition i to bind; del 2: Variorum Text i to bind; del 3: Play i to bind)

## Coleridge på dansk
The Rime of The Ancient Mariner findes på dansk ved en oversættelse af Uffe Birkedal fra 1993 kaldet "Den gamle sømand", hvori den danske og engelske tekst er opstillet parallelt. 